# Ma túy

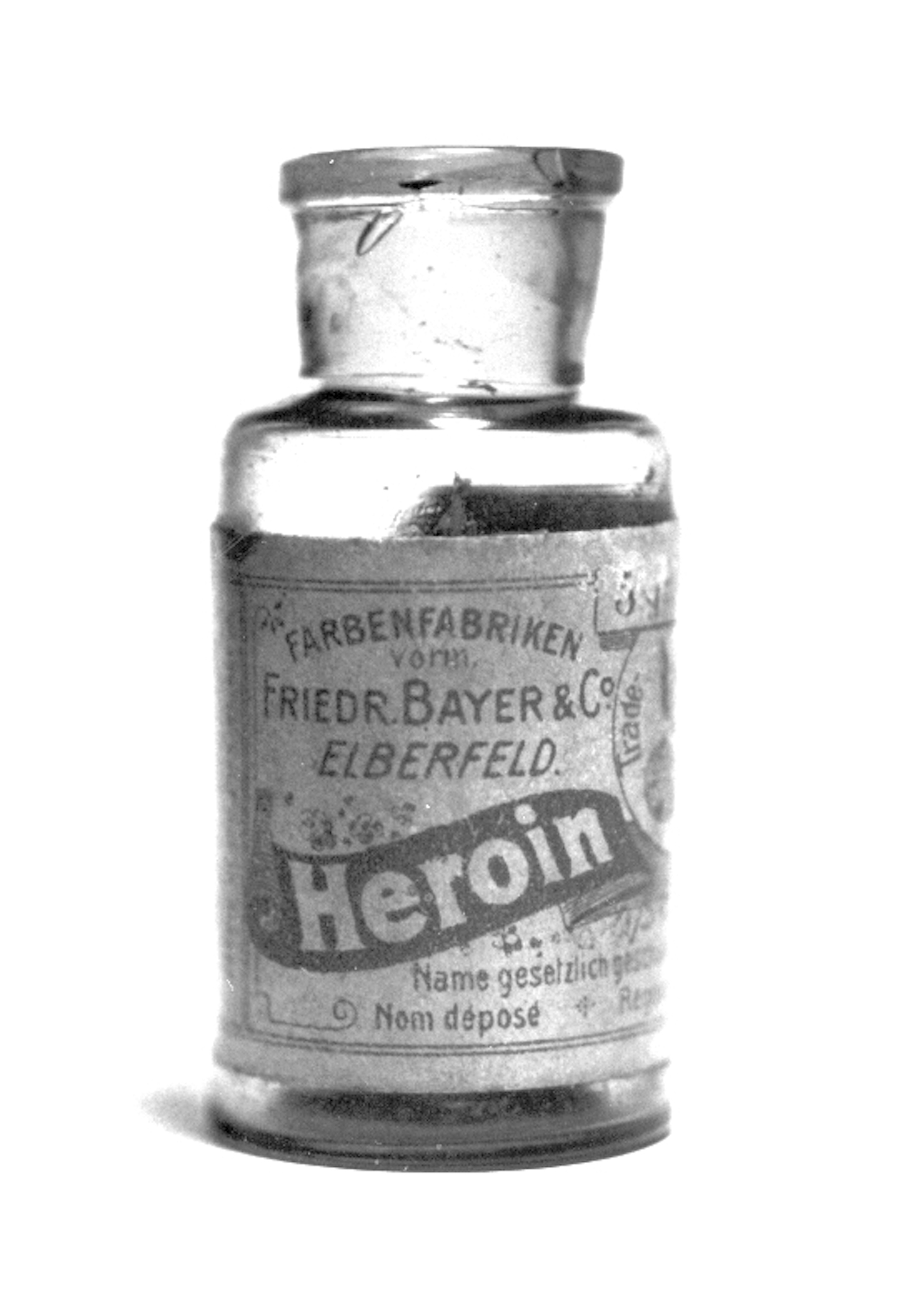
Heroin, một chất Ma Tuý và thuốc phiện mạnh

Ma túy (hay trong khẩu ngữ thường được gọi là mai thuý, đồ, hàng trắng, chất cấm) là tên gọi chung chỉ những chất kích thích thần kinh có hiệu ứng gây ngủ. Tại đa số các nước, từ này đã trở nên đồng nghĩa với các hợp chất opioid, thường là morphine và heroin, cũng như dẫn xuất của nhiều hợp chất được tìm thấy trong mủ thuốc phiện thô. Ba loại chính là morphine, codeine và thebaine (trong khi chính thebaine chỉ có tính chất thần kinh rất nhẹ, nó là tiền chất quan trọng trong phần lớn các chất dẫn xuất thuốc phiện bán tổng hợp, như oxycodone).

## Định nghĩa
- Theo khái niệm khoa học: Ma túy là các chất có nguồn gốc tự nhiên (morphin...); bán tổng hợp (heroin được bán tổng hợp từ morphin) hay tổng hợp (amphetamine) có tác dụng lên hệ thần kinh trung ương gây cảm giác như giảm đau, hưng phấn hay cảm thấy dễ chịu... mà khi dùng nhiều lần thì sẽ phải sử dụng lại nó nếu không sẽ rất khó chịu.

Theo cách hiểu thông thường trong xã hội Việt Nam hiện nay: trong xã hội, ma túy thường được hiểu đó là heroin, cocain. Một người bị nghiện ma túy sẽ bị mọi người hiểu là nghiện heroin hay ngược lại mà không có sự phân biệt về chất gây nghiện mà người đó sử dụng.
Tuy nhiên ở Việt Nam không có một sự nhất quán chung trong việc sử dụng danh xưng này cho các chất thuộc loại này. "Ma túy" được sử dụng rộng rãi như một thuật ngữ mang màu sắc tiêu cực để chỉ từ những chất có khả năng gây nghiện và tàn phá cơ thể người dùng cao (heroin, Crystal Meth...) cho đến những chất có thể dùng trong y tế với liều lượng nhỏ (như cần sa, chất được sử dụng rộng rãi ở Hà Lan, một phần Hoa Kỳ) khiến dư luận tại Việt Nam thiếu khách quan và khoa học khi nói đến vấn đề sử dụng các chất này (người dân thường chỉ quan tâm đến tác hại trong khi công dụng dược liệu ít được để ý).

## Tính chất
Làm thay đổi trạng thái, ý thức, trí tuệ và tâm trạng của người sử dụng khiến cho họ có cảm giác giảm đau, dễ chịu, lâng lâng và không tự chủ được hành vi của bản thân, ảnh hưởng xấu đến sức khỏe người sử dụng.
Tùy vào loại ma túy cũng như số lượng và sự điều độ trong việc sử dụng là những tác nhân có thể dẫn đến việc nghiện của người sử dụng. Thông thường, số lớn chất ma túy tổng hợp (nhân tạo) có khả năng gây nghiện cao đồng thời có sức tàn phá cơ thể của người dùng hơn chất tinh khiết tự nhiên.

## Phân loại
Dựa theo nguồn gốc sản sinh thì các chất ma túy gồm có:

### Ma túy tự nhiên
Ví dụ: thuốc phiện.

Đây là các chất ma túy có sẵn trong tự nhiên, là những ancaloit của một số loài thực vật như: thuốc phiện, Cocain...
- Nguồn gốc:
  - Từ nhựa cây thuốc phiện (cây anh túc, anh tử túc,...), có trồng ở 12 tỉnh miền núi phía Bắc Việt Nam
  - Từ lá cây coca, chế ra chất cathinone, có nhiều ở Nam Mỹ

### Ma túy tổng hợp
Ma túy tổng hợp là chất có đặc tính tương tự như các chất gây ảo giác đã biết hoặc ma túy nhưng có cấu trúc hóa học bị thay đổi đôi chút, chủ yếu nhằm tránh sự kết tội liên quan đến các thành phần bất hợp pháp.
Ban đầu, ma túy tổng hợp được sản xuất trong các phòng thí nghiệm nhằm mục đích y tế hợp pháp. Tuy nhiên, một số các đối tượng đã chuyển sang hướng tội phạm, sản xuất bất hợp pháp trong các phòng thí nghiệm bí mật.
Ma túy tổng hợp có thể gây nghiện và đe dọa nghiêm trọng đến sức khỏe của con người. Tuy nhiên, rất khó để các cơ quan quản lý kiểm soát hoặc giám sát. Các nhà sản xuất thường sửa đổi một chút cấu trúc phân tử của các chất bất hợp pháp, lách luật thuốc hiện hành hoặc dán nhãn “không dùng cho người” để che giấu mục đích thật sự và tránh sự giám sát quy định của FDA đối với quá trình sản xuất.
Những loại ma túy tổng hợp với ví dụ điển hình là Heroin. Chúng thường là những hóa chất khá độc hại nằm trong nhóm ketamin hay amphetamin,...

## Các loại ma túy tổng hợp
Dựa trên thành phần hóa học, ma túy tổng hợp thường được chia thành hai loại:
- Cannabinoid tổng hợp: Điển hình là K2 và Spice. Chúng thuộc nhóm các hóa chất bắt chước tác dụng của THC, thành phần hoạt tính thần kinh chính trong cần sa.
- Chất kích thích: Điển hình như Bath Salts. Hầu hết các chất kích thích tổng hợp đều chứa các hợp chất hóa học bắt chước tác dụng của cocaine, LSD và methamphetamine (loại thuốc tương tự MDMA, hay còn có tên gọi là thuốc lắc).

## Tác hại của ma túy tổng hợp
- Đối với cannabinoids tổng hợp, các tác động bao gồm kích động và lo lắng nghiêm trọng, buồn nôn, nôn, nhịp tim nhanh, tăng huyết áp, run và co giật, ảo giác, giãn đồng tử, tự sát và những suy nghĩ và / hoặc hành động có hại khác.
- Đối với chất kích thích tổng hợp, các tác động bao gồm tăng nhịp tim và huyết áp, đau ngực, hoang tưởng tột độ, ảo giác, ảo tưởng và hành vi bạo lực, khiến người dùng tự gây hại cho bản thân hoặc người khác.
- Đối với thuốc lắc, các tác động bao gồm tăng thân nhiệt nghiêm trọng, mất nước, suy giảm khả năng học tập trong thời gian dài, buồn nôn, ớn lạnh, đổ mồ hôi, nghiến răng không tự chủ, co cứng cơ, mờ mắt, cao huyết áp, suy tim và loạn nhịp tim.

## Cannabinoids tổng hợp được sử dụng trong y tế
Dưới đây là các lớp cấu trúc chứa cannabinoid tổng hợp và danh sách các loại thuốc trong mỗi loại cấu trúc:
- Naphthoylindoles: JWH 015, JWH 018, JWH 019, JWH 073, JWH 081, JWH 122, JWH 200, JWH 210, JWH 398, AM 2201 và WIN 55 212.
- Naphthylmethylindoles: JWH-175 và JWH-184.
- Naphthoylpyrroles: JWH 307.
- Naphthylmethylindenes: JWH-176.
- Phenylacetylindoles: RCS-8 (SR-18), JWH 250, JWH 203, JWH-251 và JWH-302.
- Cyclohexylphenol: CP 47,497 (cannabicyclohexanol và CP 55,940).
- Benzoylindoles: AM 694, Pravadoline (WIN 48.098), RCS 4 và AM-679.
- [2,3-Dihydro-5-methyl-3- (4-morpholinylmetyl) pyrrolo [1,2,3-de] -1, 4-benzoxazin-6-yl] -1-napthalenylmethanone: WIN 55,212-2.
- (6aR, 10aR) -9- (hydroxymetyl) -6, 6-đimetyl-3- (2-metyloctan-2-yl) -6a, 7,10,
- 10a- tetrahydrobenzo [c] chromen-1-ol: HU-210.
- Adamantoylindoles: AM-1248.

## Cannabinoids tổng hợp sử dụng bất hợp pháp
Một số dạng cannabinoids tổng hợp được sử dụng như chất gây nghiện gồm: K2, Smoke, Spice, Chill X, Chronic Spice, Earth Impact, Spice Gold, Galaxy Gold, Spice Silver, Space Truckin, Skunk, Solar Flare, Black Mamba, Moon Rocks, Zohai, Aroma, Mr. Nice Guy, Scope, K3, Sky High, K3 Legal, Red X Dawn, Genie, Spice Smoked Blend, Sence.
Ma túy tổng hợp có thể gây nghiện và đe dọa nghiêm trọng đến sức khỏe của con người.